# Oecetis kimberleyensis
Oecetis kimberleyensis là một loài Trichoptera trong họ Leptoceridae. Chúng phân bố ở miền Australasia.